# クリス・ハード
クリス・ハードことクリストファー・ハード（Christopher Herd, 1989年4月4日 - ）は、オーストラリア・メルボルン出身のプロサッカー選手。ポジションはミッドフィールダー。

## 経歴
2021年1月1日、マレーシア・スーパーリーグのトレンガヌFCと契約。

## 代表歴

### 出場大会
- オーストラリア代表
  - 2015年 - AFCアジアカップ2015（優勝）

### 試合数
国際Aマッチ 3試合 0得点（2014年- ）
| オーストラリア代表 | 国際Aマッチ | 国際Aマッチ |
| 年                 | 出場        | 得点        |
| ------------------ | ----------- | ----------- |
| 2014               |             |             |
| 2015               |             |             |
| 通算               | 3           | 0           |

## タイトル

### 代表
オーストラリア代表
- AFCアジアカップ：2015